# グラス・ルイス
グラス・ルイス（Glass Lewis）は、アメリカの大手議決権行使助言会社で、2019年春時点でミューチュアル・ファンド向け助言市場の28%を占め、業界2位（1位はISS）。

## 解説
主なサービスは、機関投資家向けに株主投票の調査・推奨を行うことで、投票管理や報告を行うデジタルプラットフォームも提供。多くの投資家がその助言に従って投票するため、企業ガバナンスに対して大きな影響力を持っている。
2003年に設立されたグラスルイスは、 サンフランシスコ に本社を置き、ニューヨーク、ワシントンDC、カンザスシティ、アイルランド、ドイツ、オーストラリアにオフィスを構えている]。2006年9月、グラス・ルイスは シドニー を拠点とする委任状アドバイザリー会社コーポレート・ガバナンス・インターナショナルを買収し、同社はその後CGIグラス・ルイスとして知られるようになった。 2008年11月、グラスルイスは ワシントン・アナリシス を買収した。ワシントンD.C.を拠点とする政治・経済アドバイザリー会社である。
1973年に設立され、 Institutional Investor誌によるBest Analysts of the Yearに選ばれている。 ワシントン・アナリシスは、政治、立法、規制の動向が金融市場に与える影響を予測・分析している。
2015年6月、グラスルイスは機関投資家向けにプロキシー・アドバイザリーおよびガバナンス・サービスを提供するドイツの大手独立系プロバイダーであるIVOX GmbHを買収した。
2021年3月まで、グラス・ルイスは オンタリオ・ティーチャーズ・ペンション・プラン 、アルバータ・インベストメント・マネジメント・コーポレーションの所有であった。 
2021年3月、プライベート・エクイティ・ファームのPeloton Capital Managementと金融サービス起業家のStephen Smithが、オンタリオ・ティーチャーズ・ペンション・プランとアルバータ・インベストメント・マネジメント・コーポレーションからグラスルイスを買収した。